# ブルーシャワー
「ブルーシャワー」は、日本のボーカルダンスユニット・M!LKの通算16枚目、メジャー・デビュー後5枚目となるシングル。
2024年5月22日にColourful RecordsからBlu-ray付初回限定盤A、B、通常盤の3形態で発売。
佐野勇斗出演の「シーブリーズ」CMタイアップソング。

## 収録曲

### CD
1. ブルーシャワー [3:46］
作詞・作曲・編曲：渡辺拓也
2. Bad Liar [3:38]
作詞：深川琴美、作曲・編曲：渡辺未来
  - 初回限定盤A/Bのみ
3. Sparkle [3:42]
作詞・作曲：大橋ちっぽけ、編曲：eimi
  - 通常盤のみ

### Blu-ray
- M!LK学園 ~部活動研修編~
  - 初回限定盤Aのみ

1. Aiシャンデリア (Billboard Live YOKOHAMA)
2. last moment (Billboard Live YOKOHAMA)
3. Kiss Plan (Billboard Live YOKOHAMA)
  - 初回限定盤Bのみ